# Oenothera bahia-blancae
Oenothera bahia-blancae är en dunörtsväxtart som beskrevs av W. Dietrich. Oenothera bahia-blancae ingår i släktet nattljussläktet, och familjen dunörtsväxter. Inga underarter finns listade i Catalogue of Life.